# Neurocordulia alabamensis
Neurocordulia alabamensis là loài chuồn chuồn trong họ Corduliidae. Loài này được Hodges in Needham & Westfall mô tả khoa học đầu tiên năm 1955.